# Golfslagbad

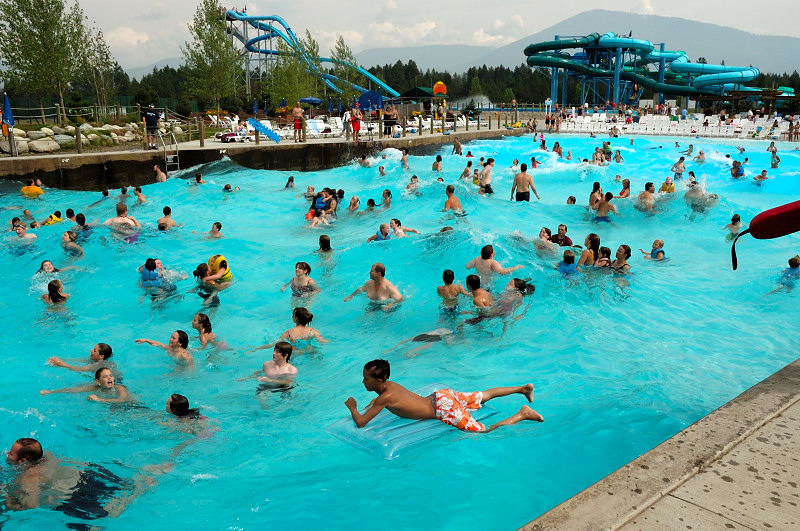
Golfslagbad in het Amerikaanse Boulder Beach Water Park, Idaho

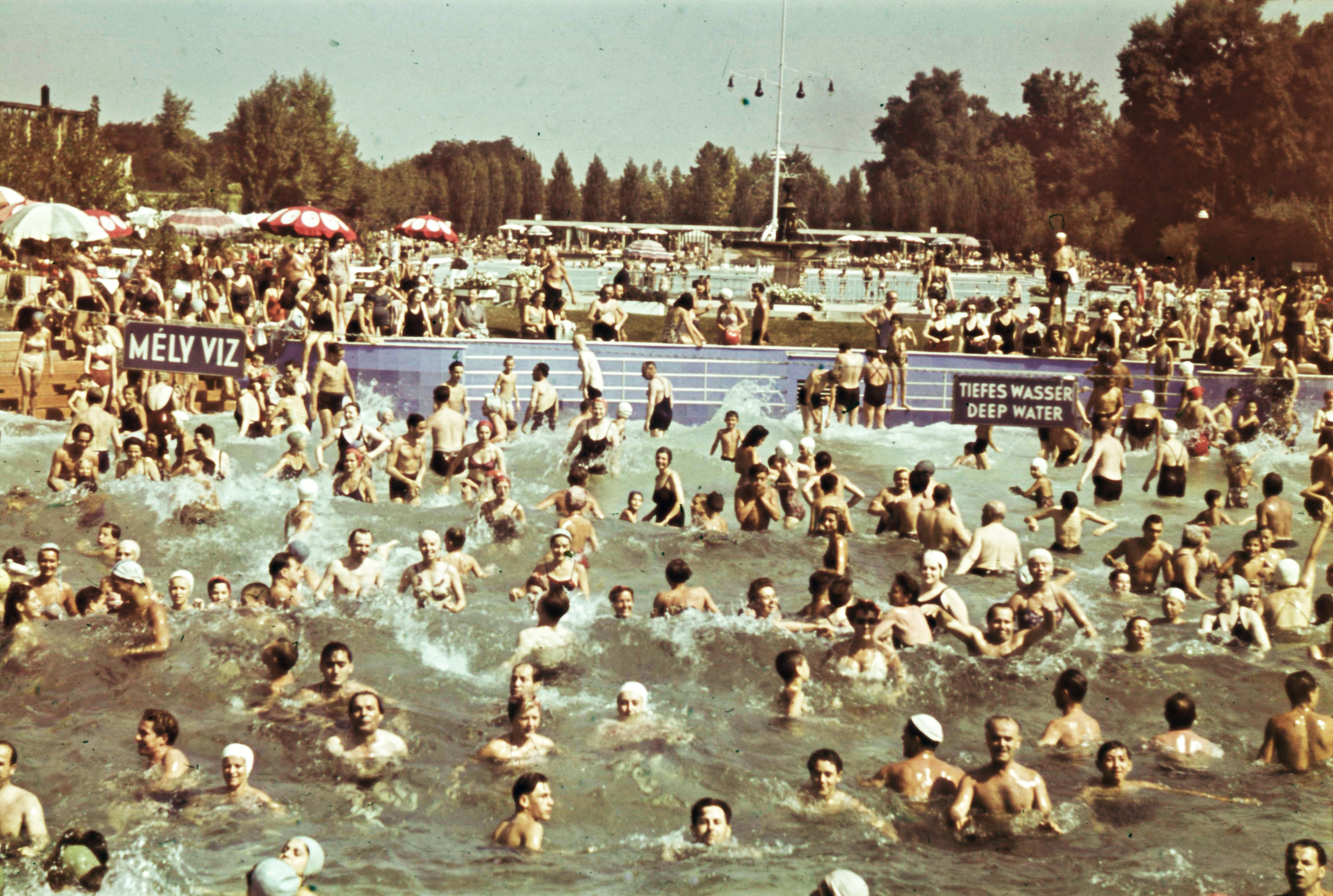
Golfslagbad, Hongarije, 1939

Een golfslagbad is een attractie in sommige zwembaden. In een golfslagbad worden de golven van de zee gesimuleerd. Het golven gebeurt op bepaalde tijden, zodat er extra toezicht op het golfslagbad kan zijn.

## Werking
Er zijn over het algemeen twee verschillende manieren om de golven in een golfslagbad te simuleren. Welke het handigste is, hangt onder meer af van de grootte van het bad en de grootte van de gewenste golven. In kleinere golfslagbaden wordt perslucht over het wateroppervlak geblazen, waardoor kleine golfjes ontstaan. Dit effect kan ook worden veroorzaakt met een peddel die het water wegdrukt. Een andere manier om golven te simuleren is met behulp van het "accordeon-principe", waarbij het water wordt samengedrukt en door middel van een open-dichtmechanisme in het bad wordt geperst, waarbij grotere golven ontstaan. In de grotere golfslagbaden zijn vaak grotere golven vereist, zodat de gehele lengte van het bad wordt voorzien van golven. Hiervoor wordt meestal een enkele meters hoger gelegen reservoir gebruikt, dat plotseling in het bad wordt geleegd en door de ontstane druk golven creëert. Dit vergelijkbaar met het gooien van een steen in het water. Ook hierbij creëert de ontstane druk golven. Het overtollige water aan het einde van het bad wordt continu teruggepompt om nieuwe golven te creëren. Met deze techniek kunnen zelfs golven van drie meter lengte worden gesimuleerd, al worden deze vanwege veiligheidsredenen niet toegestaan. Bij oudere baden, zoals bij De Branding in Doorwerth, werd een kleppenmechanisme gebruikt, dat werkte zoals de flippers van een duiker.
Het Palisades Amusement Park aan de rivier de Hudson bij New York had in de jaren veertig een zoutwatergolfbad. Bij dit zwembad werden de golven gegenereerd door een waterval aan een zijde van het bad.
In het Tikibad in Duinrell wordt nog een andere wat geavanceerdere techniek gebruikt om de golven te genereren. Hier wordt een grote windmachine gebruikt die zich onder het bad bevindt. Deze voert lucht naar vier kamers waarin water zit. Speciale kleppen zorgen ervoor dat de lucht afwisselend in deze kamers terechtkomt. Zodra er lucht in een kamer komt, wordt het water eruit geduwd, het bad in. Op deze manier ontstaat dan het golfeffect.

## Veiligheid
Een golfslagbad vereist veel van de toezichthouders, omdat het water continu in beweging is. Hierdoor zijn mogelijke drenkelingen minder goed te herkennen. Veel mensen overschatten hun zwemvaardigheden en worden door de kracht van de golven onder water geduwd.
In golfslagbaden hangen - vaak net als in de rest van het zwembad - touwen aan de zijwanden waar mensen zich aan vast kunnen houden. Daarnaast wordt met behulp van een geluidssignaal, zwaailichten of een omroepbericht vooraf gewaarschuwd voor de golven, zodat ouders met kinderen en minder gevorderde zwemmers op tijd het bad kunnen verlaten. De golven komen vaak op vaste tijdstippen, bijvoorbeeld elk heel en half uur, dus op de klok kijken is ook handig om op tijd het zwembad te kunnen verlaten. Om veiligheidsredenen zijn de randen van golfslagbaden verhoogd en goed afgeschermd. 

## Nederland

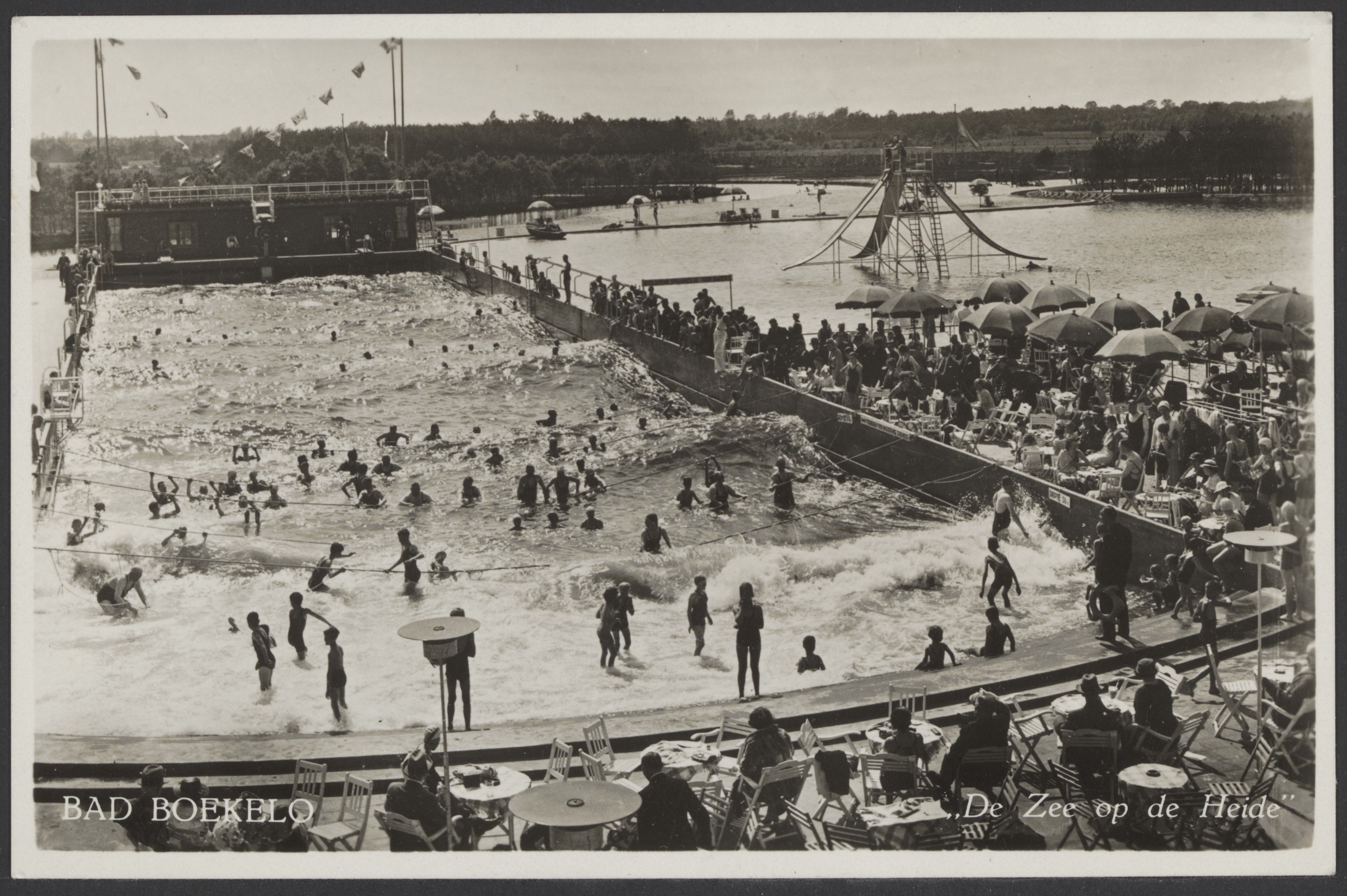
Golfslag van Bad Boekelo in 1940

In de jaren dertig van de twintigste eeuw waren er in Nederland al openluchtgolfslagbaden. In Doorwerth lag van 1934-1982 tussen de bossen 'De Branding'. Het eveneens in 1934 geopende zoutwaterbad Bad Boekelo te Boekelo werd in 1985 omgevormd tot kuuroord. De golfslagmachine daar kon 15 deiningen per minuut veroorzaken.